# Chittagong (phân khu)
Phân khu Chittagong (tiếng Bengal: চট্টগ্রাম) về mặt địa lý là phân khu lớn nhất của Bangladesh. Phân khu này bao gồm hầu hết khu vực đông nam của đất nước, với tổng diện tích 33.771,18 km² và dân số theo kết quả sơ bộ điều tra năm 2011 là 28.079.000 người. Phía bắc giáp phân khu Sylhet, phía nam giáp vịnh Bengal, phía đông giáp các bang Meghalaya, Assam, Tripura, Mizoram của Ấn Độ và các bang Rakhine, bang Chin của Myanmar, phía tây giáp các phân khu Dhaka và Barisal.
Thủ phủ là thành phố Chittagong.

## Hành chính
Phân khu Chittagong được chia thành 11 huyện (zilas) và được chia tiếp thành 99 phó huyện (upazila). Sáu huyện đầu tiên trong danh sách dưới đây bao gồm phần tây bắc (37,6%) của phân khu, trong khi năm huyện còn lại tạo thành phần đông nam (62,4%), hai phần bị tách biệt bởi phần kéo dài hạ lưu của sông Feni; các huyện vùng cao như Khagrachhari, Rangamati và Bandarban tạo thành một khu vực mà trước đây được biết đến với cái tên Vùng đồi Chittagong.
| Tên                | Thủ phủ      | Diện tích (km²) | Dân số điều tra 1991 | Dân số điều tra 2001 | Dân số điều tra 2011 (kết quả sơ bộ) |
| ------------------ | ------------ | --------------- | -------------------- | -------------------- | ------------------------------------ |
| Huyện Brahmanbaria | Brahmanbaria | 1.927,11        | 2.141.745            | 2.398.254            | 2.808.000                            |
| Huyện Comilla      | Comilla      | 3.085,17        | 4.032.666            | 4.595.539            | 5.304.000                            |
| Huyện Chandpur     | Chandpur     | 1.704,06        | 2.032.449            | 2.271.229            | 2.393.000                            |
| Huyện Lakshmipur   | Lakshmipur   | 1.455,96        | 1.312.337            | 1.489.901            | 1.711.000                            |
| Huyện Noakhali     | Noakhali     | 600,99          | 2.217.134            | 2.577.244            | 3.072.000                            |
| Huyện Feni         | Feni Sadar   | 928,34          | 1.096.745            | 1.240.384            | 1.420.000                            |
| Huyện Chittagong   | Chittagong   | 5.282,98        | 5.296.127            | 6.612.140            | 7.509.000                            |
| Huyện Khagrachari  | Khagrachhari | 2.699,55        | 342.488              | 525.664              | 608.000                              |
| Huyện Rangamati    | Rangamati    | 6.116,13        | 401.388              | 508.182              | 596.000                              |
| Huyện Bandarban    | Bandarban    | 4.479,03        | 230.569              | 298.120              | 383.000                              |
| Huyện Cox's Bazar  | Cox's Bazar  | 2.491,86        | 1.419.260            | 1.773.709            | 2.275.000                            |
| Toàn phân khu      | Chittagong   | 33.771,18       | 20.552.908           | 24.290.384           | 28.079.000                           |